# Lepidotrigla bentuviai
Lepidotrigla bentuviai és una espècie de peix pertanyent a la família dels tríglids.

## Descripció
- Fa 12 cm de llargària màxima.[4][5]

## Hàbitat
És un peix marí, demersal i de clima tropical que viu entre 20-300 m de fondària.

## Distribució geogràfica
Es troba a l'Índic occidental: Somàlia, el Golf d'Aden i Oman.

## Observacions
És inofensiu per als humans.